# 韋雷斯內韋
50°35′45″N 26°9′32″E / 50.59583°N 26.15889°E

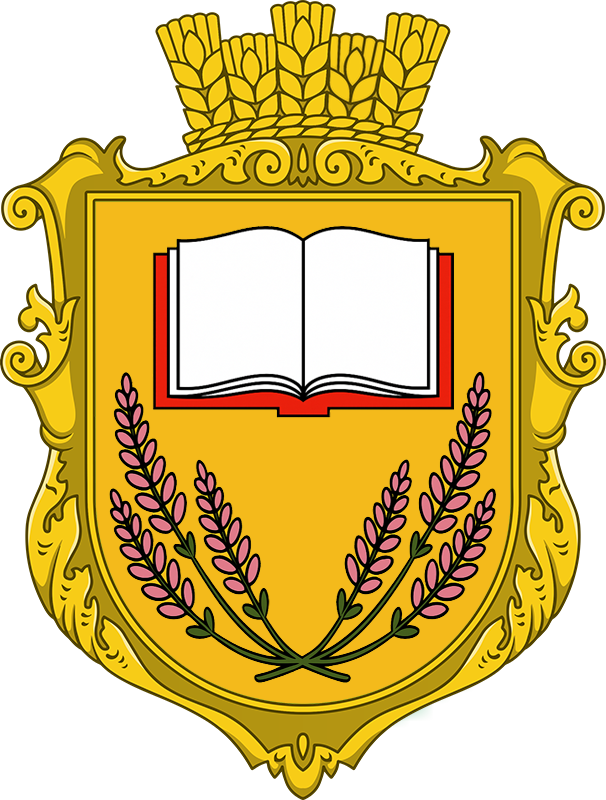
盾徽

韦雷斯内韦（烏克蘭語：Вересневе），是烏克蘭西北部里夫内州里夫内区大奥梅利亚纳市镇的村落。始建於1961年，面積0.23平方公里，海拔高度228米，2001年人口440，人口密度每平方公里1,913人。